# Билалова, Полина Дамировна
Полина Дамировна Билалова (род. 27 ноября 2001 года, Челябинск, Россия) — российская пловчиха. Двукратная чемпионка и серебряный призёр Сурдлимпийских игр (2017, Самсун)). Восьмикратная чемпионка и серебряный призёр Чемпионата мира по плаванию (спорт глухих) в Сан-Паулу (Бразилия, 2019). Четырехкратная чемпионка Европы, рекордсменка Европы по плаванию (спорт глухих) (2018, Люблин). Многократная чемпионка России, рекордсменка России по плаванию (спорт глухих). Заслуженный мастер спорта России по спорту глухих (2017).

## Биография
Полина Билалова родилась в Челябинске. Мать Ольга. Отец Дамир. Младшая сестра Регина. В 2004 году вместе с родителями переехали в Екатеринбург. Профессионально заниматься плаванием начала в СДЮСШОР «Юность» в 2014 году под руководством тренера Раисы Ивановны Уразовой. Окончила школу № 63 в 2019 г. В настоящее время учится в УрФУ.
В 15 лет в составе команды России спортсменов с нарушением слуха завоевала первые награды на XXIII летних Сурдлимпийских играх (2017, Самсун) — 2 золотые медали (200 м баттерфляй, 400 м комплексное плавание), 1 серебряную медаль (200 м комплексное плавание).
В 2018 году Полина завоевала золотые медали XXII чемпионата Европы по плаванию (спорт глухих) в польском городе Люблин на дистанциях: 200 м баттерфляем, 400 метров комплексным плаванием и в женской эстафете 4×200 метров вольным стилем; установила 2 рекорда Европы на дистанции 200 м баттерфляй и 400 м комплексное плавание, а также 2 рекорда чемпионата Европы по плаванию (спорт глухих) в составе команды РФ в эстафетном плавании (комбинированная эстафета 4×100 м и эстафета 4×200 м вольным стилем).
На V чемпионате мира по плаванию (спорт глухих) в Сан-Паулу (Бразилия, 25 - 31 августа 2019) завоевала золотые медали на дистанциях: 400 м вольный стиль, 800 м вольный стиль, 200 м баттерфляй - рекорд Чемпионатов мира, 200 м комплексное плавание, 400 м комплексное плавание - мировой рекорд и рекорд Чемпионатов мира, Эстафетное плавание 4х200 м вольный стиль - женщины, 4х100 м комбинированная - женщины - рекорд Чемпионатов мира, 4х100 м - миксовая комбинированная и серебряную медаль на дистанции 100 м баттерфляй .